# Істебнянка
Істебнянка (словац. Istebnianka) — річка в Словаччині, права притока Орави, протікає в окрузі Дольни Кубін.
Довжина приблизно 8.5-9.0 км. Витік знаходиться в масиві Мала Фатра (частина Криваньська Фатра) — на схилі гори Опалене — на висоті близько  925 метрів. Протікає територією села Істебне.
Впадає в Ораву на висоті приблизно 455-460 метрів.